# Всероссийский музей А. С. Пушкина
Всеросси́йский музе́й А. С. Пу́шкина — музейный комплекс в Санкт-Петербурге и городе Пушкин.

## Состав
Комплекс состоит из историко-биографической литературной экспозиции «А. С. Пушкин. Жизнь и творчество» (Санкт-Петербург, наб. реки Мойки, 12, второй и третий этажи главного корпуса) и пяти мемориальных музеев:
| Название                                  | Адрес                          | Дата открытия | Описание экспозиции | Изображение |
| ----------------------------------------- | ------------------------------ | ------------- | --- | ----------- |
| Мемориальный Музей-квартира А. С. Пушкина | набережная реки Мойки, 12      | 1927 год      | Музей представляет собой воссозданную в своём первоначальном облике квартиру А. С. Пушкина, где можно увидеть вещи, принадлежавшие его семье, друзьям и знакомым.                                            |             |
| Мемориальный Музей-Лицей                  | Пушкин, Садовая улица, 2       | 1974 год      | Музей расположен в здании Императорского Царскосельского лицея и воссоздает обстановку, в которой учились юные лицеисты, как оказалось, самого блистательного выпуска, впоследствии названного «пушкинским». |             |
| Музей-дача А. С. Пушкина                  | Пушкин, Пушкинская улица, 2/19 |               | Воссозданные интерьеры комнат, а также представленные в экспозиции музея материалы рассказывают о жизни и творчестве поэта.                                                                                  |             |
| Музей-усадьба Г. Р. Державина             | набережная реки Фонтанки, 118  | 2003 год      | Музей представляет собой воссозданную городскую усадьбу XVIII века, состоящую из комплекса зданий |             |
| Музей-квартира Н. А. Некрасова            | Литейный проспект, 36          | 1946 год      | Музей, посвящённый жизни и творчеству знаменитого русского поэта Николая Некрасова |             |

Все музеи расположены в зданиях — памятниках архитектуры и культуры XVIII—XIX веков.

## История музея

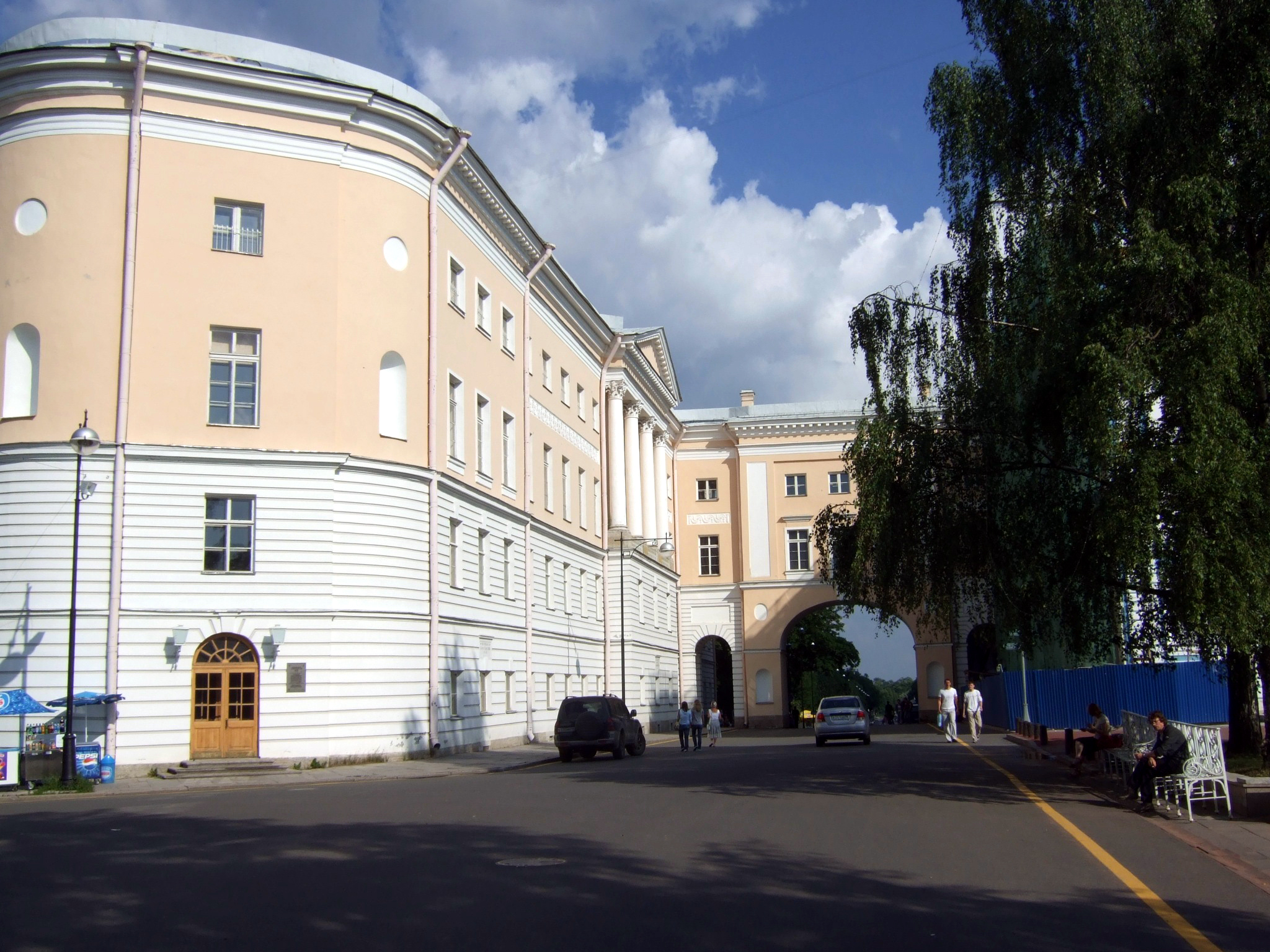
Царскосельский лицей, современная фотография

Всероссийский музей А. С. Пушкина ведёт свою историю с 1879 года. Основой собрания музея стала пушкинская коллекция Императорского Александровского лицея, где и был создан первый в России пушкинский музей.
В 1905 году по инициативе академиков С. Ф. Ольденбурга, Н. А. Котляревского и Б. Л. Модзалевского был основан Институт русской литературы (ИРЛИ) Академии наук, больше известный как Пушкинский дом. Пушкинскому дому были переданы рукописи Пушкина из разных коллекций и документы по истории всей русской литературы до 1917 года. Вскоре был поставлен вопрос о включении Пушкинского музея Императорского Александровского лицея в состав Пушкинского Дома. Но это объединение произошло лишь в 1917 году.
В 1925 году Пушкинскому дому была передана последняя квартира Пушкина на Мойке, 12, а в 1928 году — парижское собрание А. Ф. Отто-Онегина.
В 1953 году весь музейный комплекс был выделен в самостоятельное учреждение — Всесоюзный музей А. С. Пушкина.
В 1992 году музейный комплекс был переименован во Всероссийский музей А. С. Пушкина. Предлагаются услуги аудиогида.
В 1997 году указом президента Российской Федерации Всероссийский музей А. С. Пушкина был признан особо ценным объектом культурного наследия народов России.

## Награды
- Орден Трудового Красного Знамени (1975 год)[2].